# Bazzania scalaris
Bazzania scalaris là một loài Rêu trong họ Lepidoziaceae. Loài này được D. Meagher mô tả khoa học đầu tiên năm 2006.